# Охтома (деревня)
Охтома — деревня в Няндомском районе Архангельской области.

## География
Находится в юго-западной части Архангельской области на расстоянии приблизительно 47 км на восток по прямой от административного центра района города Няндома у речки Большая Охтомица.

## История
В 1873 году здесь было учтено 24 двора, в 1905 — 42. Тогда деревня входила в Каргопольский уезд Олонецкой губернии. До 2022 года входила в Мошинское сельское поселение до его упразднения.

## Население
Численность населения: 263 человека (1873 год), 263 (1905), 22 (русские 100 %) в 2002 году, 9 в 2010.